# Volgens Robert
Volgens Robert is een dramaserie van de VARA die in 2013 werd uitgezonden op Nederland 2. De serie is geschreven door Maria Goos, bekend van onder meer Pleidooi en Oud Geld en geregisseerd door Joram Lürsen, die bekend is geworden door onder meer Alles is familie, Alles is Liefde en Vuurzee.
De serie is wel omschreven als een tragikomedie met surrealistische elementen. De muziek van de beginleader is "Till the morning comes" van Neil Young.

## Verhaal
Volgens Robert vertelt het verhaal van dokter Robert Finkelstein (Peter Blok) die al 25 jaar huisarts is. Zijn midlifecrisis wordt steeds afgewend met hulp van zijn vrouw Jacqueline (Jacqueline Blom). Op het moment dat de kinderen het huis uit zijn, de crisis toch losbarst en Robert Jacqueline slaat, zet ze hem voor een jaar uit huis. Robert gaat wonen in het appartement van een paar vrienden die een jaar naar Afrika zijn, en hij gaat in therapie.

## Rolverdeling
| Acteur             | Personage              |
| ------------------ | ---------------------- |
| Peter Blok         | Robert Finkelstein     |
| Jacqueline Blom    | Jacqueline Finkelstein |
| Hannah Hoekstra    | Jasmijn                |
| Tjitske Reidinga   | Lea Luttermeyer Dudok  |
| Han Kerckhoffs     | Beer van Santen        |
| Marthe-Geke Bracht | Tess van Santen        |
| Roos Netjes        | Marcella Finkelstein   |
| Bram Suijker       | Coen Finkelstein       |
| Mees Slokkers      | Jongetje               |